# Prionotemnus palankarinnicus
Prionotemnus palankarinnicus — вид родини Кенгурових. Етимологія: грец. τεμνος — «різання», грец. πριόνι — пилка; назва виду вказує на місцезнаходження решток.
Місце знаходження викопних решток: басейн озера Ейр (англ. Palankarinna Local Fauna), Південна Австралія. Вид відомий за кількома нижніми щелепами, фрагментами верхньої щелепи і зачерепним матеріалом.